# Una strada in mezzo al cielo
Una strada in mezzo al cielo è la quarta raccolta del cantautore italiano Gianluca Grignani, pubblicata il 6 maggio 2016 dalla Sony Music in occasione dei vent'anni di carriera dell'artista.

## Descrizione
L'album, annunciato nel 2014, è prodotto in occasione dei vent'anni di carriera del cantautore. I brani riproposti sono per la maggior parte tratti dai primi due album: Destinazione Paradiso e La fabbrica di plastica, fatta eccezione per il brano Madre appartenente all'album A volte esagero e Allo stesso tempo, già special track dell'album Romantico Rock Show. Alcuni brani sono riproposti in una nuova versione semiacustica, mentre altri sono duetti con cantanti italiani, tra cui Elisa, Fabrizio Moro, Ligabue, Annalisa, Briga, Luca Carboni, Max Pezzali, Federico Zampaglione e Carmen Consoli. La traccia finale, Una strada in mezzo al cielo, è un inedito che dà il titolo all'album.

## Tracce
1. Destinazione Paradiso (feat. Elisa)
2. Una donna così (feat. Del Barrio)
3. L'allucinazione (feat. Carmen Consoli)
4. Come fai?
5. La fabbrica di plastica (feat. Ligabue)
6. La mia storia tra le dita (feat. Annalisa)
7. Madre
8. Rock star (feat. Briga)
9. Il gioco di Sandy
10. La vetrina del negozio di giocattoli
11. Solo cielo
12. Falco a metà (feat. Luca Carboni)
13. Più famoso di Gesù (feat. Fabrizio Moro)
14. Allo stesso tempo
15. Primo treno per Marte (feat. Max Pezzali)
16. Galassia di melassa (feat. Federico Zampaglione)
17. Una strada in mezzo al cielo

## Classifiche
| Classifica (2016) | Posizione massima |
| ----------------- | ----------------- |
| Italia            | 6                 |
| Svizzera          | 89                |